# 907

## Esdeveniments
- La dinastia Chola domina la part del sud de l'Índia portant la pau a la regió durant segles.
- Cau la dinastia Tang a la Xina.
- Ígor de Kíev arriba a les portes de Constantinoble.

## Necrològiques
- Borís I de Bulgària